# Do Somethin'
"Do Somethin'" je pjesma američke pop pjevačice Britney Spears. 0bjavljena je 23. veljače 2005. kao drugi singl u Europi, Australiji i Kanda s njenog kompilacijskog albuma Greatest Hits: My Prerogative u izdanju Jive Recordsa.

## O pjesmi
Pjesma "Do Somethin" nikada nije bila planirana da se objavi kao singl, ali je Spears odlučila snimiti spot za pjesmu.
Premijera videa bila je u siječnju 2005., a režirali su ga sama Spears, pod pseudonimom Mona Lisa, te Bille Woodruff. Njena izdavačka kuća odlučila je izdati singl izvan SAD-a i Kanade da bi se album mogao dalje promovirati. Video je objavljen kao digitlani download, što je dovelo do toga da se pjesma plasira na američkoj ljestvici singlova na broju 100, unatoč tome što singl nije nikad pušten službeno u pradaju u SADu.

## Popis pjesama
Britanski CD 1
1. "Do Somethin'" — 3:22
2. "Do Somethin'" (DJ Monk's Radio Edit) — 4:12

Britanski promotivni singl s remiksevima
1. "Do Somethin'" — 3:22
2. "Do Somethin'" (DJ Monk's Radio Edit) — 4:12
3. "Do Somethin'" (Thick Vocal Mix) — 7:59
4. "Everytime" (Valentin Remix) — 3:25

Britanski promotivni singl
1. "Do Somethin'" — 3:22

Britanski CD 2 singl
1. "Do Somethin'" — 3:22
2. "Do Somethin'" & "Chris Cox Megamix" (video)

The Singles Collection box singl
1. "Do Somethin'" — 3:22
2. "Do Somethin'" (Thick Vocal Mix) — 7:59

## Videospot
Spears je svoj redateljski debi ostvarila spotom za Do Somethin', gdje se predstavila sa pseudonimom "Mona Lisa", a imala je pomoć Billija Woodruffa. Video se snimao od 14. do 15. prosinca 2004. godine u Los Angelesu.

## Top ljestvice
Iako "Do Somethin'" nikada nije službeno objavljen u SAD-u, uspio se plasirati na Billboard Hot 100 ljestvici na broju 100 na temelju digitlanih downloada. Međutim, downloadi su bili vrlo slabi i samo jednom se pjesma plasirala na broju 49 na Hot Digital Songs. "Do Somethin'" imao je veći uspjeh na međunarodnoj razini, debitirajući na broju 6 u Ujedinjenom Kraljevstvu s prodanih 90.000 primjeraka.
| Top ljestvica (2005)   | Pozicija |
| ---------------------- | -------- |
| Australija             | 8        |
| Belgija                | 9        |
| Kanada                 | 16       |
| Nizozemska             | 13       |
| Francuska              | 70       |
| Irska                  | 4        |
| Njemačka               | 18       |
| Švedska                | 11       |
| Švicarska              | 10       |
| SAD Billboard Hot 100  | 100      |
| SAD Billboard Pop 100  | 63       |
| Ujedinjeno Kraljevstvo | 6        |

## Povijest objavljivanja
| Regija                 | Dateum            |
| ---------------------- | ----------------- |
| Njemačka               | 13. veljače 2005. |
| Ujedinjeno Kraljevstvo | 28. veljače 2005. |